# Paparazzi (sång)
Paparazzi är en låt framförd av den amerikanska popartisten Lady Gaga, från hennes dtalbum The Fame.
Musikvideon är regisserad av Jonas Åkerlund, och innehåller flera dialoger på svenska mellan Lady Gaga och Alexander Skarsgård. Även de svenska trillingarna Izzy, Rock och Kelii Landeberg från bandet Snake of Eden medverkar i musikvideon.